# Дельфін Хорвіллер
Дельфін Хорвіллер (8 листопада 1974 , Нансі ) — третя жінка-рабин у Франції та редакційний директор щоквартального єврейського журналу Revue de pensée(s) juive(s) Tenou'a. Лідерка конгрегації в Парижі, Ліберального єврейського руху Франції, єврейської ліберальної культурної та релігійної асоціації, що належить до Всесвітнього союзу прогресивного юдаїзму. Авторка книги «En tenue d’Eve. Féminin, Pudeur et Judaïsme» («У вбранні Єви. Жіночність, скромність і юдаїзм»; 2013), у якій порушено питання зображення наготи та скромності в Біблії.

## Життєпис
Дельфін Хорвіллер народилася 1974 року і виросла у Нансі, але переїхала до Єрусалиму у 17-річному віці. Вона вивчала науки про життя в Єврейському університеті. Через п'ять років повернулася до Парижа і почала працювати журналісткою. Навчалася у відомих єврейських вчених, таких як французький філософ Марк-Ален Уакнін і колишній головний рабин Жиль Бернгейм, і врешті переїхала до Нью-Йорка, де навчалася в Дріша Єшиві. Вона була висвячена в Єврейському коледжі-Єврейському інституті релігії в Нью-Йорку в 2008 році, а пізніше повернулася до Франції. У 2016 році Наджат Валло-Белкасем нагородив її спеціальною відзнакою.
У 2009 році Хорвіллер призначили головним редактором щоквартального журналу «Tenou'a», виданого асоціацією Tenou'a від Ліберального єврейського руху Франції. Це довідкове видання ліберальної єврейської думки у Франції, де можна знайти інформацію про різноманітні релігійні почуття, пов'язані з соціальними проблемами (фемінізм, навколишнє середовище, сексуальність, міграційна політика тощо).

## Родина
Хорвіллер одружена з Аріелем Вейлем, мером округу Паризький центр. У них троє дітей.

## Публікації
- Notarikon: The Rabbinic Art of Word-breaking. Brookdale Center: Hebrew Union College-Jewish Institute of Religion. 2008. OCLC 192021507.
- Lifting the Curtain - The theatrical Kol Nidre, All these Vows published by  rabbin Lawrence A. Hoffman, Jewish Lights Publishing., 2011
- En tenue d’Ève : féminin, pudeur et judaïsme. Grasset. 2013. ISBN 2757869663. OCLC 1024070980.
- Comment les rabbins font les enfants ? : sexe, transmission, identité dans le judaïsme. Grasset. 2015. ISBN 2253186090. OCLC 993080865.
- Des mille et une façons d’être juif ou musulman. Seuil. 2017. ISBN 2021349314. OCLC 1033520372. with Rachid Benzine,
- Réflexions sur la question antisémite. Grasset. 2019. ISBN 2253820342. OCLC 1140368044.[14] in English released as Anti-Semitism Revisited: How the Rabbis Made Sense of Hatred. MacLehose Press. 2021. ISBN 978-1529404753.
- Comprendre le monde. Bayard Culture. 2020. ISBN 2227497998. OCLC 1163855144.
- Vivre avec nos morts. Grasset. 2021. ISBN 9782246826941. Архів оригіналу за 26 січня 2022. Процитовано 19 квітня 2022.